# Суха Атя (печера)
Суха Атя (рос. Сухая Атя) — печера в Челябінській області Росії, на Південному Уралі. Печера горизонтального типу простягання. Загальна протяжність — 2130 м. Глибина печери становить 56 м. Категорія складності проходження ходів печери — 2А.